# 亞特蘭大級輕巡洋艦
亞特蘭大級輕巡洋艦（英語：Atlanta-class cruiser）是美國海軍在二次大戰中服役的輕巡洋艦，採用防空巡洋艦的設計思路建造，所以早期編號為CLAA。此級有數艘在戰時經過改良，改良的各艦又稱奧克蘭級。

## 历史
亞特蘭大級的計畫始於1930年倫敦海軍條約簽訂，美軍希望有一款新型輕巡汰換第一次世界大戰時設計的奧馬哈級輕巡洋艦，該級艦除了火力不符合當前環境需求，也缺乏配備防空武器的潛力。對於美軍海軍力量現代化的主要支持者為卡爾·文森眾議員，在1934年由他力推的文森－川默法案為美國海軍汰換舊型軍艦構築了法律依據，新型巡洋艦則由紐約的吉伯斯與寇克思設計公司進行開發。在1936年第二次伦敦海军条约签约后，为了避免如最上级刻意钻条约漏洞的情况再次出现，新造轻型巡洋舰的最大排水量被规定为8,000吨。
由於8,000噸級的艦體要裝設155公厘艦砲過於苛刻，美国海军海軍艦艇特性委員會（Ship Characteristics Board）並沒有做出強人所難的戰力規定，新的輕巡洋艦融合了防空巡洋艦與嚮導驅逐艦的任務，搭配驅逐艦隊進行作戰。對巡洋艦的交戰則放棄中口徑火炮，採用魚雷平衡失去的艦砲火力。
吉伯斯&寇克思公司在1938年提出的设计方案仍保留着相当浓厚的条约型巡洋舰色彩，新巡洋艦設計由布鲁克林級縮小，以9門152毫米高平两用炮為主、8門127毫米炮為輔；然而當時的射控計算機技術尚不具备计算不同口徑火炮的射击計算任務，使用152毫米艦炮防空的设想最终失败，該方案遭到放棄重新修正。在1940年推出的決定案時，亞特蘭大級採用更極端的火力配置,即一型使用大量裝備于驅逐艦上的127毫米高平兩用炮的巡洋艦。決定稿時，亞特蘭大級的主炮採用驅逐艦廣泛配備的雙連裝5英寸38倍徑高平雙用炮。也由於她需要和驅逐艦編隊作戰，因此也設置了魚雷發射管（另一款安裝魚雷發射管的美製巡洋艦為奧馬哈級輕巡洋艦）。原設計安裝兩座三聯裝魚雷發射管，剛好此時辛姆斯級驅逐艦為了解決重心過高問題拆除了部份四聯裝魚雷發射管，遂被改裝在此級上。
在亞特蘭大號於1941年成軍後，該級艦很快就投入太平洋戰場，1942年春加裝SC-1以及SG防空雷達以及FD射控系統以强化防空能力，作為航空母艦特遣艦隊的防空艦很快就展現了其價值。然而防空能力強，對艦方面就薄弱許多，亞特蘭大號和朱諾號在瓜島海戰中分別沉沒和重創(朱諾號後來被潛艇擊沉)。該級之後就沒有更多損失，"圣地亚哥"号在日本投降仪式中被選為停泊在"密苏里"号战列舰旁的舰艇，也是二战中獲得最多"战斗之星"的巡洋艦。"雷諾"號曾使用魚雷击沉無法挽救的輕航空母艦"普林斯頓"號，是唯一承担过该任务的巡洋舰.

## 武裝及性能
亚特兰大级轻巡的主炮是双联装Mk.12型127毫米高平两用炮，也是後來新造的許多战列舰和巡洋舰的副炮，亦是桑姆納/基林級驅逐艦的主砲。全舰共八座炮塔，其中六座在中轴线上，另外左右舷各有一座。近程防空則由16座1.1吋砲以及6座厄利空20mm机关炮负责。为了增强对舰火力，此級左右舷安裝各一座原属"西姆斯"级驱逐舰的四联装533毫米魚雷發射管，可發射 Mk.15 魚雷。由于设计时计划将其作为驱逐舰队的领舰，舰尾仍安裝有深水炸彈投放架作為必要時的反潜武器。
在"奥克兰"號以後的各舰不再装备左右舷的127毫米炮，也没有了1.1吋砲，改為8座博福斯40毫米机关炮，厄利空20毫米高炮也增加到16座。
该级舰和其他许多二战时期美制战舰一样具有重心过高的问题，後續的朱諾級為了解決此問題，把第二到第五砲塔下降一層，並不设魚雷發射管。本級艦也是二次大戰時美國唯一沒有航空設施的巡洋艦。推進系統不像先前的巡洋艦有四軸，此級僅兩軸和驅逐艦一樣，但採用高溫高壓鍋爐可輸出最高 90000 SHP，最高航速定為 32.5 節。當然後期追加裝備後航速也略為下降。

## 同級艦
| 名稱                     | 舷號  | 開工日期       | 下水日期       | 成軍日期       | 簡述                                                           |
| ------------------------ | ----- | -------------- | -------------- | -------------- | -------------------------------------------------------------- |
| 亞特蘭大號 USS Atlanta   | CL-51 | 1940年4月22日  | 1941年9月6日   | 1941年12月24日 | 在1942年11月13日瓜島海戰中被擊沈。                             |
| 朱諾號 USS Juneau        | CL-52 | 1940年5月27日  | 1941年10月25日 | 1942年2月14日  | 1942年11月13日瓜島海戰中重創，撤退途中遭伊號第二六潛水艦擊沈。 |
| 聖地牙哥號 USS San Diego | CL-53 | 1940年3月27日  | 1941年7月26日  | 1942年1月10日  | 1959年3月1日除籍，1960年解體                                   |
| 聖胡安號 USS San Juan    | CL-54 | 1940年5月15日  | 1941年9月6日   | 1942年2月28日  | 1959年3月1日除籍，1961年解體                                   |
|                          |       |                |                |                |                                                                |
| 奧克蘭號 USS Oakland     | CL-95 | 1941年7月15日  | 1942年10月23日 | 1943年7月17日  | 1959年3月1日除籍，同年解體                                     |
| 雷諾號 USS Reno          | CL-96 | 1941年8月1日   | 1942年12月23日 | 1943年12月28日 | 1959年3月1日除籍，1962年解體                                   |
| 弗林特號 USS Flint       | CL-97 | 1941年8月1日   | 1944年1月25日  | 1944年8月31日  | 1965年6月1日除籍，1966年解體                                   |
| 圖森號 USS Tucson        | CL-98 | 1942年12月23日 | 1944年9月3日   | 1945年2月3日   | 1966年6月1日除籍，1971年解體                                   |